# 木村鋭市
木村 鋭市（きむら えいいち、1879年（明治12年）5月26日 - 1947年（昭和22年）7月21日）は、日本の外交官。駐チェコスロバキア公使。

## 経歴
島根県出身。1906年（明治39年）に東京帝国大学法科大学政治科を卒業。1908年（明治41年）、外交官及領事官試験・高等文官試験に合格し、外交官補となった。外務省参事官、ベルギー公使館三等書記官、フランス大使館二等書記官を務めた。1919年（大正8年）、パリ講和会議全権委員随員を務め、帰国後は亜細亜局の課長となった。ワシントン会議でも全権委員随員を務め、1923年（大正12年）からアメリカ合衆国大使館一等書記官、同参事官を歴任した。1925年（大正14年）より亜細亜局長となり、1927年（昭和2年）に駐チェコスロバキア公使に転じた。
退官後の1930年（昭和5年）より南満州鉄道株式会社理事となり、また第一次日蘭会商代表顧問を務めた。
その後、忠清工業株式会社社長、台湾拓殖株式会社顧問を務めた。

## 著書
- 『日本海を中心とする満蒙問題』（山陰時代社、1933年）
- 『爪哇みやげ』（日本海時代社、1935年）
- 『世界大戦と外交』（日本電報通信社、1941年）